# Comité de Bioética de España
El Comité de Bioética de España es un órgano colegiado, independiente, con carácter consultivo sobre las materias relacionadas con las implicaciones éticas y sociales de la Biomedicina y las Ciencias de la Salud. El comité fue creado por la Ley 14/2007, de 3 de julio, de Investigación Biomédica y está adscrito al Ministerio de Sanidad de España. Tiene su sede en el Instituto de Salud Carlos III.

## Funciones
Sus funciones principales se basan en analizar, emitir informes, propuestas y recomendaciones para los poderes públicos de ámbito estatal y autonómico en asuntos con implicaciones bioéticas relevantes, o sobre materias relacionadas con las implicaciones éticas y sociales de la Biomedicina y Ciencias de la Salud que el Comité considere relevantes. También se encarga de representar a España en foros supranacionales e internacionales implicados en la Bioética.
Los informes, propuestas, recomendaciones y demás documentos elaborados por el Comité de Bioética de España podrán ser publicados para general conocimiento y difusión, con pleno respeto a los derechos fundamentales constitucionalmente reconocidos. Además, el Comité de Bioética de España ha de colaborar con otros comités estatales y autonómicos que tengan funciones asesoras sobre las implicaciones éticas y sociales de la Biomedicina y Ciencias de la Salud y fomentará la comunicación entre ellos, sin perjuicio de sus competencias respectivas.
Los Comités de Bioética forman parte del compromiso institucional que asumen los establecimientos en donde se realiza investigación en seres humanos, con las instancias reguladoras, los participantes en las investigaciones y en general con la sociedad en su conjunto. La inclusión de los aspectos éticos en los protocolos de investigación es un indicador de calidad equiparable al rigor metodológico de una investigación científica, donde los Comités de Bioética deben ser los garantes de que la investigación responda, desde la valoración de los aspectos éticos, a los intereses y a las necesidades de la ciudadanía.

## Miembros
El Ministerio de Sanidad nombra a los 12 miembros, elegidos entre personas acreditadamente cualificadas del mundo científico, jurídico y bioético por un periodo de cuatro años renovables por una sola vez, de esta forma: seis a propuesta de las comunidades autónomas, según lo que se acuerda a tal efecto en el seno del Consejo Interterritorial del Sistema Nacional de Salud, una por el Ministerio de Justicia, otra por el Ministerio de Educación y Formación Profesional, tres por el Ministerio de Sanidad y una final por el Ministerio de Industria, Comercio y Turismo. El Secretario del Comité es un funcionario con rango de Subdirector General perteneciente al Instituto de Salud Carlos III, que actúa con voz y sin voto.
Miembros del cuarto Comité (2022-2026)
- Aurelio Luna Maldonado
- Juan Carlos Siurana Aparisi
- Iñigo de Miguel Berain
- José Antonio Seoane Rodríguez
- Leonor Ruiz Sicilia
- María Desirée Alemán Segura
- Alberto Palomar Olmeda
- Lydia Feyto Grande
- Atia Cortés Martínez
- Isolina Riaño Galán
- Carme Borrell i Thio
- Cecilia Gómez-Salvago Sánchez

Miembros del tercer Comité (2018-2022)
- Federico De Montalvo Jääskeläinen (presidente), jurista[4]
- Rogelio Altisent Trota (vicepresidente), médico[5]
- Vicente Bellver Capella, filósofo del derecho[6]
- Fidel Cadena Serrano, fiscal[7]
- Pablo Ignacio Fernández Muñiz, médico, consejero de salud del Principado de Asturias[8]
- Álvaro de la Gándara del Castillo, médico, paliativista[9]
- Encarnación Guillén Navarro, pediatra, genetista
- Nicolás Jouve de la Barreda, biólogo, genetista
- Natalia López Moratalla, bioquímica
- Manuel de los Reyes López, cardiólogo
- Leonor Ruiz Sicilia, psiquiatra
- Jose Miguel Serrano Ruiz-Calderón, jurista
- Emilia Sánchez Chamorro (secretaria), epidemióloga

Miembros del segundo Comité (2013-2018):
- Carlos Alonso Bedate, Miembro del Centro de Biología Molecular del CSIC.
- César Nombela Cano, catedrático de Microbiología de la Facultad de Farmacia de la Universidad Complutense de Madrid, Rector de la Universidad Internacional Menéndez Pelayo.
- Carlos María Romeo Casabona, catedrático de Derecho Penal en la Universidad del País Vasco, Director de la Cátedra Universitaria Fundación BBVA-Diputación Foral de Vizcaya de Derecho y Genoma Humano de las universidades de Deusto y del País Vasco.
- Nicolás Jouve de la Barreda, catedrático de Genética de la universidad de Alcalá.
- Vicente Bellver Capella, Doctor en Derecho y profesor titular de Filosofía del Derecho en la Universidad de Valencia.
- Federico Montalvo Jaaskelainen, Profesor de Derecho Constitucional de la Universidad Pontificia de Comillas.
- Manuel de los Reyes López, Especialista en Cardiología, Magíster en Bioética (UCM). Expresidente de la Asociación de Bioética Fundamental y Clínica.
- Pablo Ignacio Fernández Muñiz, Especialista en Cirugía, Máster de Bioética (UPV), miembro de la Comisión Asesora de Bioética del Principado de Asturias.
- Fidel Cadena Serrano, Fiscal de la Sala Segunda del Tribunal Supremo.
- Natalia López Moratalla, catedrática de Bioquímica y Biología Molecular.
- María Teresa López López, miembro de la Junta de Facultad de Ciencias Económicas y Empresariales de la Universidad Complutense de Madrid, actuando como Presidenta del Comité..
- José Miguel Serrano Ruiz Calderón, profesor titular de Filosofía del Derecho de la Universidad Complutense de Madrid
- Javier Arias Díaz (hasta julio de 2015), catedrático de Cirugía de la UCM, Subdirector General de Terapia Celular y Medicina Regenerativa, ISCIII, actuando como Secretario del Comité.
- Victoria Ureña Vilardell (desde julio de 2015), Inmunóloga, Subdirectora General de Terapia Celular y Medicina Regenerativa del Instituto de Salud Carlos III, actuando como Secretaria del Comité.
- Emilia Sánchez Chamorro

Miembros del primer Comité (2008-2012):
- Carlos Alonso Bedate Miembro del Centro de Biología Molecular del CSIC
- Yolanda Gómez Sánchez catedrática de Derecho Constitucional en la UNED y miembro del Comité Internacional de Bioética de la Unesco
- Carmen Ayuso jefa asociada del Servicio de Genética y subdirectora de Investigación de la Fundación Jiménez Díaz, de Madrid
- José Antonio Martín Pallín magistrado del Tribunal Supremo
- Victoria Camps catedrática de Ética en la Universidad de Barcelona e integrante de los comités éticos del Hospital Vall d'Hebron y de la Fundación Esteve, de Barcelona
- Jordi Camí catedrático de Farmacología de la Universidad Pompeu Fabra, de Barcelona, y director general del Parque de Investigación Biomédica de Barcelona
- María Casado directora del Centro de Investigación Observatorio de Bioética y Derecho de la UB-Parc Científic de Barcelona
- César Loris presidente del comité Ético de Investigación Clínica de Aragón y jefe del Servicio de Nefrología Infantil del Hospital Universitario Miguel Servet, de Zaragoza.
- César Nombela catedrático de Microbiología de la Facultad de Farmacia de la Universidad Complutense de Madrid.
- Marcelo Palacios fundador de la Sociedad Internacional de Bioética-SIBI.
- Carlos Romeo Casabona director de la Cátedra Universitaria Fundación BBVA-Diputación Foral de Vizcaya de Derecho y Genoma Humano de las universidades de Deusto y del País Vasco.
- Pablo Simón Lorda máster en Bioética por la Universidad Complutense y profesor de la Escuela Andaluza de Salud Pública.
- Javier Arias Díaz catedrático de Cirugía de la UCM, Subdirector General de Terapia Celular y Medicina Regenerativa, ISCIII, actuando como Secretario del Comité.